# شيبان بن فروخ
شيبان بن أبي شيبة، أبو محمد، الأبلي، الحبطي مولى حبط (140 هـ - 236 هـ)، يعرف بشيبان بن فروخ، أحد الرواة وهو صدوق حسن الحديث، ينسب إلى أبلة البصرة، كان مسند عصره، من أوعية العلم، إلا كان يرى القدر، واضطر الناس إليه بأخرة، يعني: أنه تفرد بالأسانيد العالية، توفي سنة ست وثلاثين ومائتين.

## روايته للحديث النبوي
- سمع: حماد بن سلمة وجرير بن حازم ومبارك بن فضالة وأبان بن يزيد العطار ومحمد بن راشد المكحولي وأبا الأشهب العطاردي وسلام بن مسكين وطبقتهم.
- حدث عنه: مسلم وأبو داود وجعفر الفريابي ومحمد بن عبد الله مطين والحسن بن سفيان وأبو يعلى الموصلي وعبدان الأهوازي ومحمد بن محمد الباغندي وأبو القاسم البغوي ومحمد بن شادل وابن أبي عاصم ومحمد بن جابر المروزي ووأحمد بن نصر النيسابوري وزكريا بن يحيى خياط السنة، محمد بن نصر المروزي الفقيه ويوسف بن يعقوب القاضي والحسن بن علي بن شبيب المعمري وخلق كثير.[4]

## أقوال العلماء فيه
الجرح والتعديل
- قال أبو حاتم الرازي: يري القدر واضطر الناس إليه بأخرة.
- قال أبو زرعة الرازي: صدوق.
- قال أحمد بن حنبل: ثقة.
- قال ابن حجر العسقلاني: صدوق يهم، ورمي بالقدر.
- قال الذهبي: ثقة.
- قال زكريا بن يحيى الساجي: قدري إلا أنه كان صدوق.
- قال عبد الباقي بن قانع البغدادي: صالح.
- قال عبدان بن أحمد الأهوازي: أثبت من غيره.
- قال مسلمة بن القاسم الأندلسي: ثقة.
- قال مصنفوا تحرير تقريب التهذيب: صدوق حسن الحديث، أنزل عن مرتبة الصدوق بسبب لوهمه.